# Diván del Tamarit
El Diván del Tamarit es un poemario del poeta y dramaturgo español Federico García Lorca (Granada, 1898-1936) publicado póstumamente en 1940. Se compone de poemas denominados casidas y gacelas, en homenaje a los poetas árabes de Granada.
Aunque es posible que la idea se gestara con anterioridad, es en 1934 cuando se dispone de la primera mención del libro como proyecto; la Universidad de Granada comenzó el proceso para su impresión en 1934, con un prólogo del arabista español Emilio García Gómez, edición que no llegó a ver la luz en vida de su autor. La obra fue publicada en 1940 en Buenos Aires por la editorial Losada y en Nueva York (bajo el título The Divan at Tamarit) por la Revista Hispánica Moderna. Dado que se trata de una publicación póstuma (y por tanto no revisada por el autor), las distintas ediciones han incluido pequeñas variaciones en su índice.
Contemplados desde una sufriente perspectiva homoerótica, el amor y la muerte constituyen los grandes núcleos temáticos del Diván del Tamarit. La división que hizo Lorca agrupa en el primer grupo, las gacelas, poemas de temática principalmente amorosa; la muerte es el tema esencial y propio de las casidas.

## Gestación delDiván
El proyecto pudo comenzar a gestarse en 1922, a raíz de la lectura de las Poesías asiáticas, puestas en verso castellano de Gaspar María de Nava, conde de Noroña, publicadas póstumamente en 1833; Jacques Comincioli recoge información verbal de parte del hermano de Lorca, Francisco, según la cual el poeta tenía la idea de escribir este libro antes de haber redactado ninguno de sus poemas. Emilio García Gómez dudaba que Lorca tuviera claro el título en aquel entonces, y pensaba que conoció las Poesías asiáticas a través de la mención que él mismo hacía de ellas en el prólogo de sus Poemas arabigoandaluces (1930), libro del que el mismo Lorca habló con él varias veces; aunque sin embargo coincide en que debió también leerlas. Más clara parece estar la influencia de los Poemas de García Gómez; según Lola Beccaría, aunque Lorca nunca llegó a reconocerlo, la publicación de los Poemas le decidió a componer su Diván, cuya fallida edición por la Universidad de Granada iba prologada por el mismo García Gómez. También se manifiesta así Guillermo Díaz Plaja cuando comenta el Diván del Tamarit en su estudio crítico sobre la obra del poeta: «Sin duda, ha influido en esta nueva actitud del poeta la publicación de los Poemas arabigoandaluces por Emilio García Gómez, alma de la edición universitaria de esta obra.»
Parece ser que Lorca escribió los poemas durante la primera mitad de la década de 1930, aunque hay discrepancias en las fechas; la Enciclopedia Britannica los data entre 1931 y 1934, Pedro Guerrero Ruiz y Verónica Dean-Thacker los fechan entre 1932 y 1936. Ian Gibson señala en su biografía de Lorca que el poema «Jazmín, Toro y Niño», que después sería la «Casida del sueño al aire libre», está fechado el 21 de agosto de 1931. En diciembre de 1934 apareció en la revista madrileña Ciudad, de la que era redactor Eduardo Blanco Amor, la «Casida de los ramos»; en febrero de 1935 se publicaron en el Almanaque literario 1935 de Guillermo de Torre, Esteban Salazar Chapela y Miguel Pérez Ferrero «Casida de la muerte clara» (dedicada a Pérez Ferrero y renombrada «Gacela de la huida»), «Gacela del mercado matutino», «Gacela del amor con cien años» y «Casida de la mujer tendida boca arriba».

## Regreso a España
El choque de García Lorca con la deshumanizada Nueva York, que comenzaba a entrar en la Gran Depresión tras el Crac del 29, le condujo a la pérdida de cierta mirada inocente, destruyó para siempre la «niñez» del poeta, a la que él mismo calificaba, usando un verso de Jorge Guillén, como «fábula de fuentes». A su vuelta a España, Lorca se desbordó en una producción que profundizaba en su problemática personal, al tiempo que, con la llegada de la República, reencontró y se acercó aún más al pueblo. Aunque su producción lírica fue corta, en comparación a la época inmediatamente anterior, su calidad ha sido calificada de extraordinaria. Pero donde Lorca entró de lleno en esos últimos años fue en la producción teatral y escribió sus mayores obras: en 1933 estrenó Amor de don Perlimplín con Belisa en su jardín, también Bodas de sangre en Buenos Aires y fundó y dirigió, junto a Eduardo Ugarte, el teatro ambulante de La Barraca, con el que recorrieron, representando principalmente los clásicos del teatro español, los pueblos de España; en 1934 estrenó Yerma y escribió fragmentos de El público; en 1935 publicó el Llanto por Ignacio Sánchez Mejías y la versión ampliada de La zapatera prodigiosa, también el Retablillo de don Cristóbal (que escribió en 1931) y Doña Rosita la soltera; en 1936 terminó el Diván del Tamarit, hizo lectura pública de La casa de Bernarda Alba y ensayó Así que pasen cinco años, obras que, como Poeta en Nueva York, fueron publicadas póstumamente y fuera de España.
La obra poética de Lorca desde el regreso a España se publicó en su mayoría póstumamente. No se trata, por tanto, de una obra acabada y definitiva. Lorca regresó de Nueva York con dos libros poéticos, Poeta en Nueva York y Tierra y Luna, que no estaban corregidos ni ordenados; Tierra y Luna estaba formado por poemas escritos en Nueva York, a los que se añadieron otros nuevos, entre los que estaban «Canción de las palomas» (que luego sería la «Casida de las palomas oscuras»), «Amarga» («Gacela de la raíz amarga») y «Jazmín, toro y niña» («Casida del sueño al aire libre»).
En 1931 Lorca comenzó un nuevo libro, cuyo título provisional era Poemas para los muertos, que acabaría por disgregarse y fundirse con Tierra y Luna. En una poda posterior, varios de sus poemas pasaron a Poeta en Nueva York y al Diván del Tamarit, que fue concebido como libro en 1934.

## Edición universitaria de Granada
Emilio García Gómez recuerda en su «Nota al Diván del Tamarit», incluida en su libro Silla del moro y nuevas escenas andaluzas (publicado en la Colección Austral en 1954) que fue al parecer durante el verano de 1934 cuando Lorca, después de leer Yerma a un grupo de amigos, reveló que había escrito en homenaje a los poetas árabes de Granada una colección de casidas y gacelas, «es decir, un Diván, que, del nombre de una huerta de su familia, donde muchas de ellas fueron escritas, se llamaría del Tamarit». Se trata de una huerta familiar situada en el mismo borde de la Vega de Granada, cuyo nombre significa en árabe «abundante en dátiles».
Fue cuando el entonces decano de la Facultad de Letras de la Universidad de Granada, Antonio Gallego Burín, le pidió a Lorca el manuscrito para publicarlo; el también granadino Francisco Prieto se ofreció a diseñar la portada y el propio García Gómez se comprometió a escribir una introducción, a lo que Lorca accedió con gusto. Según Gibson, García Gómez pasó a limpio buena parte del original (quizás con la ayuda posteriormente de Eduardo Blanco Amor) y se entregó a la imprenta para que lo compusiera, llegando a tirarse capillas de once de las casidas. En septiembre García Gómez escribió el prólogo, y en octubre se anunció en la revista de la universidad que el libro estaba en prensa. No obstante, el Diván del Tamarit no llegaría a ser publicado por la Universidad de Granada. Según Gibson, Eduardo Rodríguez Valdivieso, amigo y confidente de Lorca, relata que las constantes demoras de la universidad en la publicación del libro exasperaron al poeta, quien le encargó que pidiera sus cuartillas a Gallego Burín y se las mandara a Madrid.

## Estructura
La primera edición del libro, publicada en la Revista Hispánica Moderna, constaba de sólo once gacelas y nueve casidas;  la «Gacela del mercado matutino» fue incorporada en ediciones posteriores del Diván al cierre de las gacelas, subsanando un supuesto error por omisión de RHM. Por ello, se encuentran ediciones del Diván del Tamarit que constan de doce gacelas y nueve casidas. La edición de Mario Hernández para Alianza Editorial en 1981 la incorporaba en un apéndice, junto al poema «Dos normas» (dos décimas «Dedicadas al gran poeta Jorge Guillén»), publicado entre las «Poesías inéditas» que cerraban la primera edición de 1940.

### Prólogo
El prólogo que escribió García Gómez para la fallida edición de la Universidad de Granada, «Nota al Diván del Tamarit», no se añadió a las primeras ediciones del libro, y el propio autor, no pensando que nunca fuera a ocupar su sitio, lo acabó añadiendo a su libro Silla del moro y nuevas escenas andaluzas en 1954. Sí se añadió a la edición en España de Mario Hernández en 1981.
En el prólogo, y tras recordar la lectura de 1934 en que Lorca anunció el proyecto del Diván, García Gómez proporciona, como buen arabista, una serie de definiciones básicas:

Llámase casida en árabe a todo poema de cierta longitud, con determinada arquitectura interna (…) y en versos monorrimos, medidos con arreglo a normas escrupulosamente estereotipada. La gacela —empleada principalmente en la lírica persa— es un corto poema, de asunto con preferencia erótico, ajustado a determinadas técnicas y cuyos versos son más de cuatro y menos de quince. Diván es la colección de las composiciones de un poeta, generalmente catalogadas por orden alfabético de rimas.
Emilio García Gómez. «Nota al Diván del Tamarit»

A continuación aclara que pese a que el uso que hace Lorca de esas denominaciones es arbitrario, por cuanto no se ajusta a sus definiciones, el Diván no se inserta en el orientalismo de «máscaras literarias de un carnaval romántico» y sus poemas son «auténticamente lorquianos», un homenaje de simpatía que se inserta en el estudio de la herencia andalusí.

### Gacelas y Casidas
La división en lo que Lorca denominó como gacelas y casidas forma con las primeras un corpus fundamentalmente amoroso en el poemario, y no parece responder a una razón formal; el Diván de Lorca no sigue la ordenación tradicional de un diván persa, basado en el orden alfabético de las rimas, y sus casidas y gacelas tampoco siguen en general las normas técnicas y las métricas árabes.
Gacelas
- I. Gacela del amor imprevisto
- II. Gacela de la terrible presencia
- III. Gacela del amor desesperado
- IV. Gacela del amor que no se deja ver
- V. Gacela del niño muerto
- VI. Gacela de la raíz amarga
- VII. Gacela del recuerdo del amor
- VIII. Gacela de la muerte oscura
- IX. Gacela del amor maravilloso
- X. Gacela de la huida
- XI. Gacela del amor con cien años
- XII. Gacela del mercado matutino[4]

Casidas
- I. Casida del herido por el agua
- II. Casida del llanto
- III. Casida de los ramos
- IV. Casida de la mujer tendida
- V. Casida del sueño al aire libre
- VI. Casida de la mano imposible
- VII. Casida de la rosa
- VIII. Casida de la muchacha dorada
- IX. Casida de las palomas oscuras

## Análisis

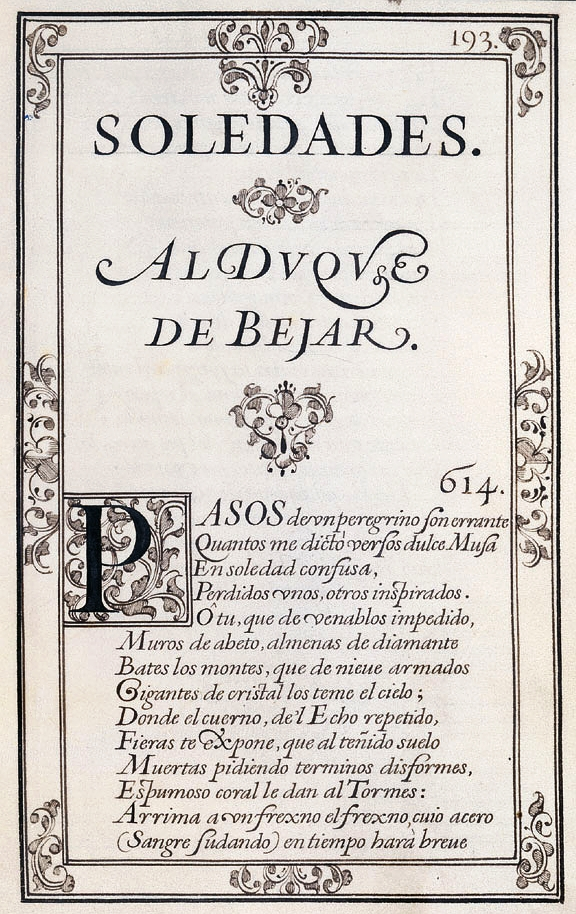
Página inicial de las Soledades en el Manuscrito Chacón de las obras de Luis de Góngora. La poesía de Góngora fue una fuerte influencia para Lorca; en especial, el uso de la metáfora. Entendía Lorca que, para crear frente a los modelos épicos una gran poesía lírica, Góngora convirtió la narración épica en el «esqueleto del poema envuelto en la carne magnífica de las imágenes», las metáforas, la lírica.

### Orientalismo
En la década de 1930 se dio un renovado el interés por la cultura y especialmente la literatura arabigoandaluzas. Emilio García Gómez, que acababa de ganar la cátedra de árabe en la Universidad de Granada, publicó en 1930 sus Poemas arabigoandaluces, una antología y traducción de poemas de los poetas arábigo-andalusíes de los siglos X al XIII que causó una fuerte impresión entre los poetas de la Generación del 27 y, entre ellos, particularmente a Lorca.
Tras los poemas americanos de Poeta en Nueva York, Lorca regresó con el Diván al ámbito andaluz, no desde una perspectiva mítica, sino lírica, mediante una identificación parcial como la antigua poesía persa y arabigoandaluza. No se trataba tanto de copiar a los poetas arabigoandaluces, como de una inmersión en su poesía que buscaba revelar su espíritu y esencia, pero a su propia manera. No obstante, se puede apreciar cierto acercamiento a los aspectos formales de la poesía árabe clásica; dos de los poemas, la «Gacela del recuerdo del amor», con doce versos que riman en «o», y la «Casida de la muchacha dorada», que usa la «a» como vocal final en todo el poema, son monorrimos, rima tradicional en la poesía árabe. También recurrió a una imaginería que repite en ocasiones a los clásicos árabes.
Hablando del Diván, Miguel García-Posada inscribe a Lorca en el Orientalismo, una corriente de la lírica occidental y española que cultivaron desde Goethe, con su Westöstlicher Diwan, hasta Víctor Hugo. Menciona a Luis Cernuda como el primero en ver las analogías y coincidencias de la poesía lorquiana con la oriental:

Muchas veces parece Lorca un poeta oriental; la riqueza de su visión y el artificio que en no pocas ocasiones hay en ella, lo recamado de la expresión y lo exuberante de la emoción, todo concurre a corroborar ese orientalismo. Orientalismo que acaso se manifieste en la manera natural de expresar su sensualidad, que es rasgo capital de su poesía.
 Luis Cernuda, Estudios sobre poesía española contemporánea (1970).

Vincula luego el interés lorquiano por la poesía oriental con su interés por el cante jondo, recordando la conferencia sobre el tema en la que mencionaba las Poesías asiáticas en 1921, y con la lectura en clave gongorina que Lorca hiciese de los Poemas arabigoandaluces de Emilio García Gómez. 
Según García-Posada, Lorca aprendió de Góngora el uso de la metáfora como factor constructivo y estilístico del romance, aportando lirismo al desdibujar la narración del poema.
Dámaso Alonso señalaba en su artículo «Poesía arábigo-andaluza y poesía gongorina», las afinidades entre ciertas imágenes gongorinas y el estilo de la poesía hispanoárabe. En los versos de Lorca se puede apreciar ese doble legado, que comparte una estética afín.

### Erotismo
El Diván del Tamarit ha sido calificado como una obra privada e inaccesible, una «angustiada penetración en el dolor del amor imposible». Se ha dicho que lo cerrado y esotérico del libro responde a que se trata en el de lo que sería la definitiva aceptación del «amor oscuro» de Lorca, de su homosexualidad, imposible de realizarse en la sociedad de su tiempo. En el Diván quizás no aparece esa trascendencia de lo personal a lo universal que puede encontrarse en la «Oda a Walt Whitman», pero se inserta en una larga tradición de poesía erótica que gira alrededor del dolor por el amor imposible y su vocación de fracaso y muerte, tradición que puede abarcar desde Safo a Quevedo y los románticos, y a sus mismos compañeros de generación Pedro Salinas o Emilio Prados.
El amor, contemplado desde una perspectiva erótica, constituye uno de los grandes núcleos temáticos del Diván del Tamarit. Desde los primeros versos de la primera gacela, la «del amor imprevisto»:

Nadie comprendía el perfume
de la oscura magnolia de tu vientre.

García-Posada dice que la «oscura magnolia» es imagen del vello púbico que cubre la blancura del vientre, una metáfora enriquecida por la adición del perfume, un elemento tácito en la imagen floral; el olfato y la vista se constituyen en instrumentos del deseo y el esplendor carnal, que se ofrece como una revelación, un misterio desvelado que «nadie comprendía». En la «Gacela de la terrible presencia», el poeta puede soportar cualquier catástrofe menos la perturbadora presencia del amor: «pero no me enseñes tu cintura fresca». El amor se muestra en el Diván como algo terrible, fuente de maravilla, «junco de amor, jazmín mojado» en la «Gacela del amor maravilloso», y también de sufrimiento: «¡Amor, enemigo mío, muerde tu raíz amarga!» en la «Gacela de la raíz amarga».

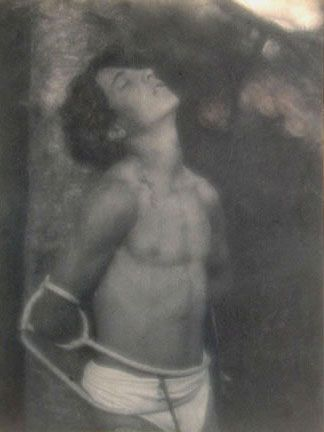
Saint Sebastian (1906), de Fred Holland Day (1864-1933). La representación del santo como effeminatus, un hermoso joven que ofrece su cuerpo, erótico y semidesnudo, atravesado por flechas fálicas, fue habitual entre artistas del Renacimiento italiano como Botticelli, Bronzino, da Messina y Mantegna. Constituye un mito homoerótico por excelencia, que la correspondencia entre Lorca y Dalí revela que se había transformado en un «lenguaje privado de la sexualidad» entre ambos artistas.

En la lírica de García Lorca el erotismo aparece marcado por la violencia. En concreto, analizando los Sonetos del amor oscuro y el Diván del Tamarit, Uta Felten dice que «sangre, éxtasis, deseo, dolor, violencia y martirio son los temas básicos en torno a los que están construidos los poemas». Así acaba la «Gacela del amor imprevisto»:

la sangre de tus venas en mi boca,
tu boca ya sin luz para mi muerte.

Felten sostiene que hay en estos poemas «intrínsecas valencias sado-masoquistas del amor homoerótico» que pueden entenderse como una actualización de los aspectos violentos de los ritos dionisíacos y una reescritura de las teorías platónicas sobre el aspecto violento del deseo homoerótico planteadas en el Fedro. Realiza a este respecto cuatro lecturas de los poemas. Una es mitológica, que los entiende como una puesta en escena de los ritos dionisíacos del Sparagmos, un éxtasis de excitación sexual y fuerza sobrehumana; otra platónica, que los interpreta como una reescritura del aspecto violento y dominador del deseo homoerótico expresado en el Fedro de Platón; sigue con una lectura cristiana e intermedial, que los ve como una puesta en escena del discurso que hay en los escritos y pinturas que tienen como tema o imagen el martirio de San Sebastián, mito homoerótico que fascinaba tanto a Lorca como a Salvador Dalí. En la «Gacela del recuerdo del amor» se encuentra una referencia directa al martirio del santo:

No te lleves tu recuerdo.
Déjalo solo en mi pecho,

temblor de blanco cerezo
en el martirio de enero.»

Una última lectura, en cierto sentido relacionada con las anteriores, plantea que la mezcla de dolor y deseo, la dolorosa voluptuosidad presente en los poemas, es un elemento clave de la experiencia mística.

### La muerte
Jenaro Talens habla de un recorrido en la poesía de Lorca, de lo elegíaco de una primera etapa (que abarca desde Libro de poemas al Romancero gitano) que «se elevaba sobre la expresión de sensaciones y la voluntad de transmitirlas», pasando por Poeta en Nueva York, punto de no retorno en su obra que lo hacía «sobre un deseo de conocimiento», hasta el Diván del Tamarit, que se apoya en la «asunción trágica de que ambos procedimientos conducen a un mismo lugar: la muerte».
García-Posada analiza la presencia de la muerte en los poemas del Diván. En la «Gacela del amor con cien años» los «cuatro galanes» que inician el poema se van diluyendo con el paso del tiempo en el olvido y la muerte: «Por los arrayanes / se pasea nadie.» En la «Gacela de la huida», el poeta siente en lo vivo el acoso de la muerte:

No hay noche que, al dar un beso,
no sienta la sonrisa de las gentes sin rostro,
ni hay nadie que, al tocar un recién nacido,
olvide las inmóviles calaveras de caballo.

La «Gacela de la muerte oscura» expresa el horror de Lorca al mundo de la ultratumba, horror que se revela también en el sueño de la «Casida del sueño al aire libre». A la muerte conduce la mujer fecunda en la «Casida de la mujer tendida»: «bajo las rosas tibias de la cama / los muertos gimen esperando turno.» La «Casida de los ramos» surge de la omnipresencia de la muerte; García-Posada dice que una tormenta de septiembre convierte la Huerta del Tamarit en un jardín irreal, los ramajes rotos, «símbolos de la vida del autor», amenazados por unos perros que son «heraldos de la muerte»:

Por las arboledas del Tamarit
han venido los perros de plomo
a esperar que se caigan los ramos,
a esperar que se quiebren ellos solos.

Hay varias muertes en el agua en el Diván, tanto en la «Gacela del niño muerto» como en la «Casida de la muchacha dorada». Comienza las casidas con la «Casida del herido por el agua», poema que reproduce la situación de la «Niña ahogada en el pozo» (Poeta en Nueva York). El poema expresa, según García-Posada, una profunda solidaridad con los que sufren: «quiero llenar mi corazón de musgo / para ver al herido por el agua.», impulso solidario que se liga a la percepción de un desconsuelo universal, tema de la «Casida del llanto». Finalmente, analiza la «Casida de la mano imposible», en la que señala varias «metáforas del sufrimiento y la muerte moral conjuradas por la Sagrada Forma»; una aproximación cristiana a la muerte, en la que la mano imposible sería la mano de un Cristo en que el poeta expresa el deseo de creer.

### Colorido
María del Carmen Hernández Valcárcel dice que el colorido del Diván del Tamarit es muy similar al de Poeta en Nueva York. Se trata de colores «atormentados, con imágenes de muerte y destrucción»: negros, blancos, grises («¿Qué luna gris de las nueve / te desangró la mejilla?», en la «Gacela del mercado matutino»), algunos amarillos y verdes («Resisto un ocaso de verde veneno», en la «Gacela de la terrible presencia»). No obstante, vuelve a enlazar con la poesía anterior al surrealismo; reaparecen los epítetos como «temblor de blanco cerezo» en la «Gacela del recuerdo del amor», los reflejos en el agua en la «Casida de la muchacha dorada» o el cromatismo floral de jazmines y lirios. Concluye la autora que la poesía de Lorca recorrió un ciclo desde el Modernismo al Surrealismo, y que había emprendido un regreso que no pudo completar por su prematura muerte.

## Ediciones en español
Guillermo de Torre incluyó algunos poemas del Diván, extraídos de las revistas donde habían sido publicados, en la primera edición de las Obras completas de la Editorial Losada (Buenos Aires); posteriormente Francisco García Lorca y Ángel del Río publicaron una primera edición completa en la Revista Hispánica Moderna (Nueva York), en 1940.
En la Biblioteca de Andalucía de Granada constan varias ediciones del Diván del Tamarit: la primera edición íntegra en formato libro, de 1943, incluida dentro del volumen 6 de las Obras completas de Losada, en su tercera edición; en 1981 fue publicado en Madrid por Alianza Editorial, en una edición de Mario Hernández que incluía el Llanto por Ignacio Sánchez Mejías y Sonetos; en 1996 fue publicado por la Fundación Federico García Lorca (Granada). También una edición facsímil de 1991 de la «Gacela del amor con cien años», manuscrito propiedad de la Casa-Museo Federico García Lorca que redactó el poeta para incluirlo en el Almanaque literario 1935 de la Editorial Plutarco.
Cabe mencionar una edición bilingüe (español y árabe) del Instituto Cervantes de Argel, en colaboración con la Embajada de España y la Universidad de Argel, en 2007.

## Adaptaciones
En 1993 fue publicado un disco homenaje a Lorca, Los gitanos cantan a Federico García Lorca, en el que se incluye la «Casida de las palomas oscuras», con música de Ricardo Pachón, cantada por Camarón de la Isla, con Tomatito a la guitarra.
En 1998, en la conmemoración del centenario del nacimiento de Lorca, el cantautor granadino Carlos Cano musicó el Diván del Tamarit en un álbum doble. Contó con la colaboración del maestro cubano Leo Brouwer, la Orquesta Filarmónica de Londres, el Orfeón Donostiarra, Fernando Bellver, Mario Hernández, Javier Krahe, Paco Ibáñez, Luis Pastor, José Antonio Labordeta o Santiago Auserón. La recepción de la crítica fue buena, calificando la adaptación de «magnífica», «imaginativa» y «suntuosa».